# 흑석운수
흑석운수 주식회사(黑石運輸 株式會社)는 서울특별시 동작구의 마을버스 회사이며, 사무실과 차고지는 서울특별시 동작구 서달로 62 (흑석동)에 있다.

## 업체소개
2000년 5월 1일에 중앙운수로 설립되었고 흑석동 고지대가 주 운영지역인 마을버스회사이다. 2003년까지만 하더라도 잦은파업과 결행으로 악명이 높았으나 2004년부터 현재 대표이사가 취임한 이후부터는 정상화되었다. 2005년에 현재의 사명으로 변경하였다.

## 운행 노선
- ● 동작01번: 달마사 ↔ 대방역 (구 동작마을 1번)
- ● 동작10번: 노량진교회 ↔ 상도역 (구 동작마을 1-1번)
- ● 동작21번: 달마사 ~ 상도역

## 보유 차량
전 차량이 그린시티, C090로 운행한다.